# Anonimus (zajednica)
Anonimus (engl. Anonymous) decentralizovana je zajednica pojedinaca okupljenih oko ideje slobodnog interneta, ukidanja cenzure i restriktivnih zakona o autorskim pravima. Grupa se zalaže za princip direktne/neposredne demokratije.

## Začeci ideje
Anonymous je internet grupa nastala sredinom 2003. na 4chan imageboard forumu, reprezentujući koncept onlajn zajednice zasnovan na anarhističkom modelu odlučivanja. Poreklo naziva grupe bazira se na sistemu diskusija 4chan foruma po kom su svi učesnici anonimni, potpisani kao anonymous. Takođe se smatra urbanom potkulturom.
U ranoj formi, Anonymous je funkcionisao u vidu decentralizovanih grupa usmerenih ka ostvarivanju ciljeva izglasanih od strane samih učesnika. Početkom 2008, grupa stiče širu medijsku pažnju zbog svojih haktivističkih akcija usmerenih protiv zakona o zaštiti intelektualne svojine i internet piraterije. Neidentifikovane osobe u svojim haktivističkim akcijama potpisivale su Anonymous. Nakon serije oflajn protesta i online haktivističkih operacija, Bi-Bi-Si je proglasio Anonymous kao potencijalnog naslednika Vikiliksa.

## Low Orbit Ion Cannon
Low Orbit Ion Cannon je aplikativni softver razvijen za testiranje izdržljivosti mreže i računarskih sistema. Ovo je ujedno i najčešći alat korišćen za izvođenje haktivističkih napada anonymous-a u svetu. Osobe koje podržavaju ovu ideju, dobrovoljno instaliraju aplikaciju na svoj računar priključujući se mreži haktivističih računara koji koordinirano preplavljuju metu saobraćajem sve dok je ne onesposobe u toj meri da više ne može da reaguje na legitimne zahteve korisnika.

## Anonymous Srbija
Kao prva značajnija akcija pokreta Anonymous Srbija smatra se plasiranje lažne vesti o dodeli Nobelove nagrade Dobrici Ćosiću krajem 2011. Haktivisti su registrovali veb-sajt nobelprizeliterature.org, dizajnirajući ga po ugledu na sajt Komiteta za dodelu Nobelove nagrade, a nakon objave o dodeli nagrade Dobrici Ćosiću, koristeći imejl server Srpske akademije nauka i umetnosti obavestili domaće medije o ovom događaju upućujući ih na lažni sajt, koji je po svemu izgledao verno originalu. Većina medija je ovu vest prenela javnosti, iako je demant SANU usledio ubrzo potom.
U decembru 2011, haktivistička grupa preduzela je napade na političke partije u Srbiji, među kojima su oboreni sajtovi stranaka Socijalističke partije Srbije, Srpske napredne stranke, Lige socijaldemokrata Vojvodine i Demokratske stranke. Na ovim sajtovima, haktivisti su ostavili poruku, da ne žele da se bore protiv sistema, već da skrenu pažnju na nezadovoljstvo građana političko ekonomskih prilika u zemlji.
U januaru 2012, hakeri su oborili veb sajt SOKOJ-a, srpske organizacije za zaštitu autora i naplatu prava intelektualne svojine. Svoju akciju opravdali su netransparentnim poslovanjem organizacije, kao i ekstremno visokim taksama.
Dana 26. februara 2012, haktivistička grupa je izvela napade na sajtove produkcijskih kuća Grand i Siti rekords, ostavivši poruku „Počelo je“, uz potpis Anonymous Srbija.
Dva dana kasnije, 28. februara 2012, grupa je hakovala sajt Ujedinjenih nacija u Srbiji, preusmerivši ga na svoju Fejsbuk stranicu.
U martu 2012, haktivisti su srušili veb sajt Ministarstva pravde, ostavljajući opomenu o nedopustivom nivou korupcije u zemlji, pozivajući vlast da nešto preduzme ne bi li se sprečio gotovo izvestan bankrot.

## Hapšenja
Dana 8. marta 2012, samo nekoliko sati nakon obaranja sajta ministarstva pravde, akcijom SBPOK-a i Odeljenja za visokotehnološki kriminal, uhapšen je 19 godina star srednjoškolac iz Pančeva, kao glavni osumnjičeni za ovaj napad. Zbog revolta haktivista povodom hapšenja, ubrzo je srušen i sajt beogradskog Višeg suda u znak odmazde. Na njemu je postavljena uvredljiva poruka za sudstvo i policiju.
Ističe se i hapšenje aktiviste na šetnji pomena godišnjice smrti Zorana Đinđića, koji je podigao transparent sa natpisom „Niste ga dostojni“. Nakon privođenja i saslušanja u policijskoj stanici, aktivista je pušten na slobodu.

## Oflajn akcije
Izdvaja se anti-ACTA inicijativa protiv kontroverznog zakona o zaštiti intelektualne svojine. Anonymous Srbija je u saradnji sa organizacijom 99% uspela da okupi više hiljada građana na protestu na Trgu republike u Beogradu. Istog dana, održan je protest i u Novom Sadu, a nekoliko dana potom i u Nišu. Protest je organizovan nakon kontroverzne izjave državnog sekretara nauke Radivoja Mitrovića o interesu Srbije da pristupi sporazumu ACTA.